# Marblehead, Ohio
Marblehead là một làng thuộc quận Ottawa, tiểu bang Ohio, Hoa Kỳ. Năm 2010, dân số của làng này là 903 người.

## Khí hậu
| Dữ liệu khí hậu của Marblehead, Ohio [Historical Weather Data (1982-2012)] | Dữ liệu khí hậu của Marblehead, Ohio [Historical Weather Data (1982-2012)] | Dữ liệu khí hậu của Marblehead, Ohio [Historical Weather Data (1982-2012)] | Dữ liệu khí hậu của Marblehead, Ohio [Historical Weather Data (1982-2012)] | Dữ liệu khí hậu của Marblehead, Ohio [Historical Weather Data (1982-2012)] | Dữ liệu khí hậu của Marblehead, Ohio [Historical Weather Data (1982-2012)] | Dữ liệu khí hậu của Marblehead, Ohio [Historical Weather Data (1982-2012)] | Dữ liệu khí hậu của Marblehead, Ohio [Historical Weather Data (1982-2012)] | Dữ liệu khí hậu của Marblehead, Ohio [Historical Weather Data (1982-2012)] | Dữ liệu khí hậu của Marblehead, Ohio [Historical Weather Data (1982-2012)] | Dữ liệu khí hậu của Marblehead, Ohio [Historical Weather Data (1982-2012)] | Dữ liệu khí hậu của Marblehead, Ohio [Historical Weather Data (1982-2012)] | Dữ liệu khí hậu của Marblehead, Ohio [Historical Weather Data (1982-2012)] | Dữ liệu khí hậu của Marblehead, Ohio [Historical Weather Data (1982-2012)] |
| Tháng                                                                      | 1                                                                          | 2                                                                          | 3                                                                          | 4                                                                          | 5                                                                          | 6                                                                          | 7                                                                          | 8                                                                          | 9                                                                          | 10                                                                         | 11                                                                         | 12                                                                         | Năm                                                                        |
| -------------------------------------------------------------------------- | -------------------------------------------------------------------------- | -------------------------------------------------------------------------- | -------------------------------------------------------------------------- | -------------------------------------------------------------------------- | -------------------------------------------------------------------------- | -------------------------------------------------------------------------- | -------------------------------------------------------------------------- | -------------------------------------------------------------------------- | -------------------------------------------------------------------------- | -------------------------------------------------------------------------- | -------------------------------------------------------------------------- | -------------------------------------------------------------------------- | -------------------------------------------------------------------------- |
| Trung bình ngày tối đa °F                                                  | 31.8                                                                       | 34.2                                                                       | 43.9                                                                       | 56.3                                                                       | 67.8                                                                       | 78.1                                                                       | 82.4                                                                       | 80.8                                                                       | 74.1                                                                       | 62.4                                                                       | 48.9                                                                       | 36.7                                                                       | 58.1                                                                       |
| Trung bình ngày °F                                                         | 24.6                                                                       | 26.6                                                                       | 36.0                                                                       | 47.5                                                                       | 58.6                                                                       | 68.9                                                                       | 73.2                                                                       | 71.8                                                                       | 64.8                                                                       | 53.2                                                                       | 41.7                                                                       | 30.2                                                                       | 49.8                                                                       |
| Tối thiểu trung bình ngày °F                                               | 17.6                                                                       | 19.0                                                                       | 28.0                                                                       | 38.7                                                                       | 49.6                                                                       | 59.7                                                                       | 64.2                                                                       | 62.8                                                                       | 55.6                                                                       | 44.2                                                                       | 34.5                                                                       | 23.9                                                                       | 41.5                                                                       |
| Lượng Giáng thủy trung bình inches                                         | 1.9                                                                        | 1.7                                                                        | 2.6                                                                        | 3.1                                                                        | 3.3                                                                        | 3.7                                                                        | 3.5                                                                        | 3.5                                                                        | 3.1                                                                        | 2.2                                                                        | 2.8                                                                        | 2.6                                                                        | 34                                                                         |
| Trung bình ngày tối đa °C                                                  | −0.1                                                                       | 1.2                                                                        | 6.6                                                                        | 13.5                                                                       | 19.9                                                                       | 25.6                                                                       | 28                                                                         | 27.1                                                                       | 23.4                                                                       | 16.9                                                                       | 9.4                                                                        | 2.6                                                                        | 14.5                                                                       |
| Trung bình ngày °C                                                         | −4.1                                                                       | −3.0                                                                       | 2.2                                                                        | 8.6                                                                        | 14.8                                                                       | 20.5                                                                       | 22.9                                                                       | 22.1                                                                       | 18.2                                                                       | 11.8                                                                       | 5.4                                                                        | −1.0                                                                       | 9.9                                                                        |
| Trung bình ngày tối thiểu °C                                               | −8.0                                                                       | −7.2                                                                       | −2.2                                                                       | 3.7                                                                        | 9.8                                                                        | 15.4                                                                       | 17.9                                                                       | 17.1                                                                       | 13.1                                                                       | 6.8                                                                        | 1.4                                                                        | −4.5                                                                       | 5.3                                                                        |
| Lượng Giáng thủy trung bình mm                                             | 49                                                                         | 44                                                                         | 66                                                                         | 79                                                                         | 85                                                                         | 94                                                                         | 89                                                                         | 88                                                                         | 78                                                                         | 56                                                                         | 72                                                                         | 66                                                                         | 866                                                                        |
| Nguồn:                                                                     |                                                                            |                                                                            |                                                                            |                                                                            |                                                                            |                                                                            |                                                                            |                                                                            |                                                                            |                                                                            |                                                                            |                                                                            |                                                                            |